# Lluís Planes Mestre
Lluís Planes Mestre (Massamagrell, 1963) és un empresari i promotor cultural valencià. És un dels responsables de l'empresa alimentària Pollos Planes, i és conegut per la seua tasca de mecenatge artístic i cultural. Dona suport a projectes relacionat amb la cultura valenciana, especialment pel que fa a la música en valencià i la pilota valenciana.

## Biografia
La seua trajectòria professional comença als disset anys, quan comença a treballar a l'empresa avícola que va fundar son pare. Amant de la nova cançó, la trajectòria de Planes com a mecenes cultural comença a final de la dècada dels 2000, quan davant de les traves que l'ajuntament de Massamagrell, en mans del Partit Popular, li va posar per a celebrar un concert de Pep el Botifarra a la localitat, va decidir anar a la parròquia per a obtenir suport per al concert, sufragat per Planes, que va ser en benefici de Caritas. D'ençà, ha estat el promotor de diferents concerts solidaris, tant de Pep Gimeno com d'altres músics en valencià, ja que en no haver una escena amb suport públic, amb poca inversió s'obtenien actuacions molt dignes. També ha realitzat tasques de mecenatge al món del teatre, tant donant suport a la programació del Teatre Talia com del Teatre Micalet, i ajudant també a sostindre econòmicament la companyia Albena Teatre.
També ha donat suport a la pilota valenciana. En total ha realitzat més de dos cents actuacions solidàries amb més de cent músics diferents. És militant de Compromís des del 2012, i es va presentar a les primàries de la formació per participar en la llista de les eleccions a les Corts Valencianes de 2015, sent el 13è candidat més votat.
El novembre de 2014 va rebre el premi Joan Baptista Basset de l'Associació Cívica Valenciana Tirant lo Blanc, que premia l'acció valencianista de base.